# Regió de Kanem
La Regió de Kanem és una divisió administrativa del Txad creada el 2002 amb el que fou l'antiga Prefectura de Kanem. La seva capital és Mao. La població era de 279.927 habitants (1993) i la superfície 114.520 km². La seva població posterior a la creació no es coneix. Les principals ètnies són els daza (48,25%), els kanembu (40,54%) i els àrabs (4,97%).
Està dividida en dos departament cadascun dividit en subprefectures: 
| Departement          | Capital  | Sub-prefectures                                                                   |
| -------------------- | -------- | --------------------------------------------------------------------------------- |
| Departament de Kanem | Mao      | Am Doback, Kekedina, Mao, Melea, Mondo, Nokou, Nthiona, Rig Rig, Wadjigui, Ziguey |
| Barh El Gazel        | Moussoro | Amsileb, Chadra, Mandjoura, Michemire, Moussoro, Salal                            |

Una característica de la regió és la presència de moltes dunes d'arena orientades de nord-oest a sud-est separades una de l'altra per una mena de barrancs secs d'uns centenars de metres fins a 7 o 8 km, que només porten aigua al moment que plou; a 10 metres de fondo hi ha una gran napa aqüífera. El clima és tropical i les pluges són poc abundant i encara menys al nord. A la vora dels uadis es formen alguns palmerars que a Mao formen un autèntic oasi. Els poblats estan situats al costat de les dunes a la vora dels uadis i cultiven blat, cotó i fesols. La ramaderia és la principal activitat amb cavalls, cabres, camells i bous. La fauna és abundant amb elefants, rinoceronts, hipopòtams, lleons, panteres, búfals, estruços, antílops, gaseles i girafes. La població està formada pel grup negre on predominen els kanembu, els daza o dogsa (també haddad), parents dels kanembu que encara que parlem la mateixa llengua i són iguals físicament són considerats raça separada, els buduma i els kuri; i el grup blanc o àrab format principalment pels Ulad Sliman (Awlad Sulayman) i els shuwa. Entre els dos grups hi ha els tubus i els tunjurs. L'islam és la religió dominant però a les illes del llac Txad encara domina l'animisme. Els àrabs estan molt barrejats amb poblacions locals especialment els shuwa.